# Savoyai Mária Anna magyar királyné
Mária Anna (Karolina Pia; Róma, pápai állam, 1803. szeptember 19. – Prága, Csehország, Osztrák–Magyar Monarchia, 1884. május 4.), Ferdinánd császár és király feleségeként Ausztria császárnéja, valamint Magyarország és Csehország királynéja 1835 márciusától férje 1848. decemberi lemondatásáig. I. Viktor Emánuel szárd–piemonti király második legkisebb leányaként a Savoyai-ház fő ágából származott.

## Élete
Mária Anna Karolina szárd királyi hercegnő 1803-ban született. Édesapja a Savoyai-házból való I. Viktor Emánuel szárd–piemonti király (1759-1824) volt, III. Viktor Amadé szárd–piemonti király, Savoya hercege (1726–1796) és a Bourbon-házból való Mária Antonietta Ferdinanda spanyol infánsnő (1729–1785) fia.
Édesanyja Habsburg–Estei Mária Terézia Johanna főhercegnő (1773–1832) volt, Ferdinánd Károly osztrák főherceg (1754–1806) és Estei Mária Beatrix modenai hercegnő (1750–1829) leánya.
A szárd királyi pár házasságából hat gyermek született:
1. Mária Beatrix Viktória hercegnő (1793–1840), aki a Habsburg–Este-i házból való IV. Ferenc modenai herceghez ment feleségül.
2. Mária Adelheid hercegnő (1794–1802)
3. Károly Emánuel (1796–1799), kisgyermekkorban meghalt.
4. Mária Anna Karolina Pia hercegnő (1803–1884), V. Ferdinánd magyar király felesége.
5. Mária Terézia (1803–1879), aki a Bourbon-házból való Károly Lajoshoz, Parma és Lucca hercegéhez, Etruriai Királyság utolsó uralkodójához ment feleségül.
6. Mária Krisztina hercegnő (1812–1836), aki II. Ferdinánd nápoly–szicíliai királyhoz (1810–1859) ment feleségül.

## Házassága
1831. február 27-én képviselő útján „(per procurationem)” Bécsben házasságot kötött Ferdinánd Károly Lipót osztrák főherceggel, I. Ferenc császár legidősebb fiával, aki már 1830 óta V. Ferdinánd néven Magyarország királya volt. 1835-ben I. Ferdinánd néven osztrák császár és cseh király lett. A „szellemileg visszamaradott”-nak tartott uralkodót udvaroncai és alattvalói „jóságosnak” nevezték, mivel bármilyen más jelző felségsértésnek minősült. Elmebeli képességeire két adalék világít rá objektívan. Az egyik tény az, hogy hat nyelven beszélt kiválóan: németül, magyarul, csehül, olaszul, franciául és horvátul, és miután felesége, Mária Anna császárné és királyné élete végéig sem tanult meg tökéletesen németül, kezdettől fogva olaszul beszélt vele. A másik pedig az 1866-os königgrätzi vereség után tett megjegyzése volt: „Ezt én is meg tudtam volna csinálni.” Házasságukból gyermek nem született.
Esküvője révén Mária Anna Karolina hercegnőből magyar királyné lett. 1835-ben, férje trónra lépésekor osztrák császárnévá, egy évvel később, 1836-ban Prágában cseh királynévá koronázták. 1835 és 1848 között a Gonzaga Eleonóra királyné által alapított Csillagkeresztes Rend védnökasszonya volt, ami a katolikus, jótékonykodó nemes asszonyok kitüntetése és szervezete volt.
Bár sohasem tanult meg jól németül, új hazájában közkedvelt és nagyon népszerű személyiséggé vált. Minden év július 26-án, a császárné neve napján népünnepélyt rendeztek. Joseph Lanner, valamint az Idősebb és az Ifjabb Johann Strauss zenedarabokat írtak a császárné tiszteletére. Ezek közül a legismertebb az Anna-Polka, amelyet 1852. július 24-én a bécsi Práterben mutattak be először.
Az 1848. októberi bécsi forradalom leverése után, a magyar forradalom elleni háború idején férjét, Ferdinánd császárt 1848. december 2-án lemondatták unokaöccse, Ferenc József főherceg javára. A volt császár és császárné ezután Morvaországban és Prágában élt. Itt is hunytak el: Ferdinánd 1875-ben, Mária Anna császárné 1884-ben. Mindkettőjüket a Habsburg-család hagyományos temetkezési helyén, a bécsi kapucinusok templomának Császári kriptájában temették el.